# Christopher Gregorie
O Venerável Christopher Gregorie foi um padre anglicano no final do século XVI.
Gregorie nasceu em Warwickshire e foi educado no Magdalen College, Oxford. Ele foi incorporado em Cambridge em 1579. Gregorie tinha residência em Cromwell, Kirby Misperton e Scrayingham. Hooke foi arquidiácono de York de 1597 até à sua morte em 1600.